# Школа Кано
Школа Кано (яп. 狩野派 Кано:-ха) — японская художественная школа XV—XIX веков, одна из самых известных художественных школ в японской живописи. Создана и развита представителями единого рода Кано. Произведения школы пользовались особой популярностью в среде японских властей: сёгунов, провинциальных князей, аристократов, буддистских монастырей.

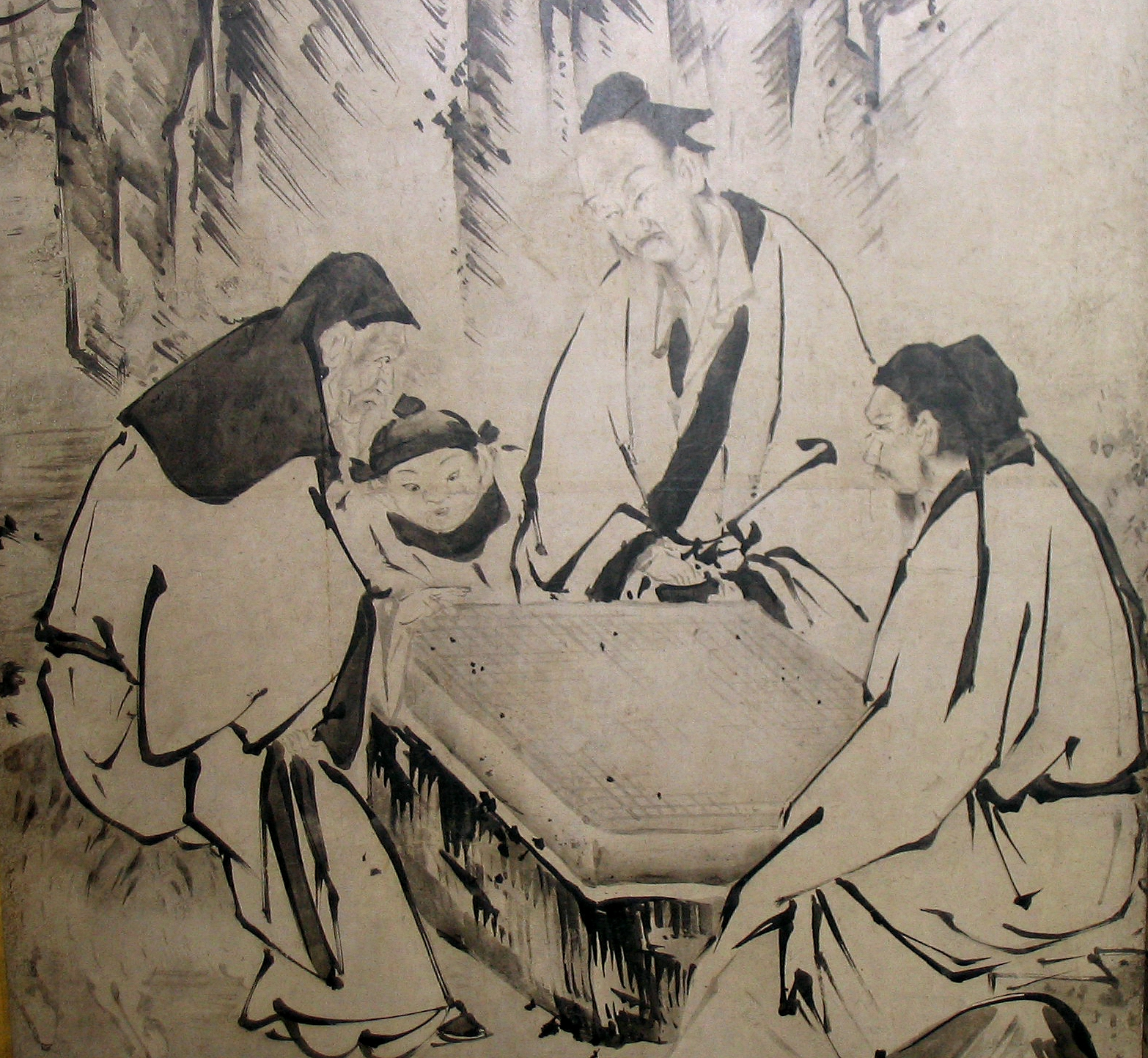
«Четыре Мастера» работы Кано Эйтоку (изображена игра в го)

Школа Кано формировалась из художников, принадлежавших к роду Кано. В Период Адзути-Момояма эта школа достигает своего расцвета. Её художники создают картины на различнейшую тематику — пейзажи, изображения птиц и животных, бытовые сценки; они украшали рисунком двери раздвижных ширм. Наиболее замечательные из этих работ хранятся в замке Нидзё в Киото.
Мастера Кано известны также своими замечательными монохромными росписями по шёлку. Для их работ характерны комбинации из реальных предметов и существ (например, животных), выступающих на первом плане картины, и из абстрактных, совершенно отвлечённых элементов заднего плана (например, облаков). Наибольшего развития в школе Кано достигает совершенствование изображённых в китайском стиле неба, облаков, моря, тумана и т. д.

## История и особенности

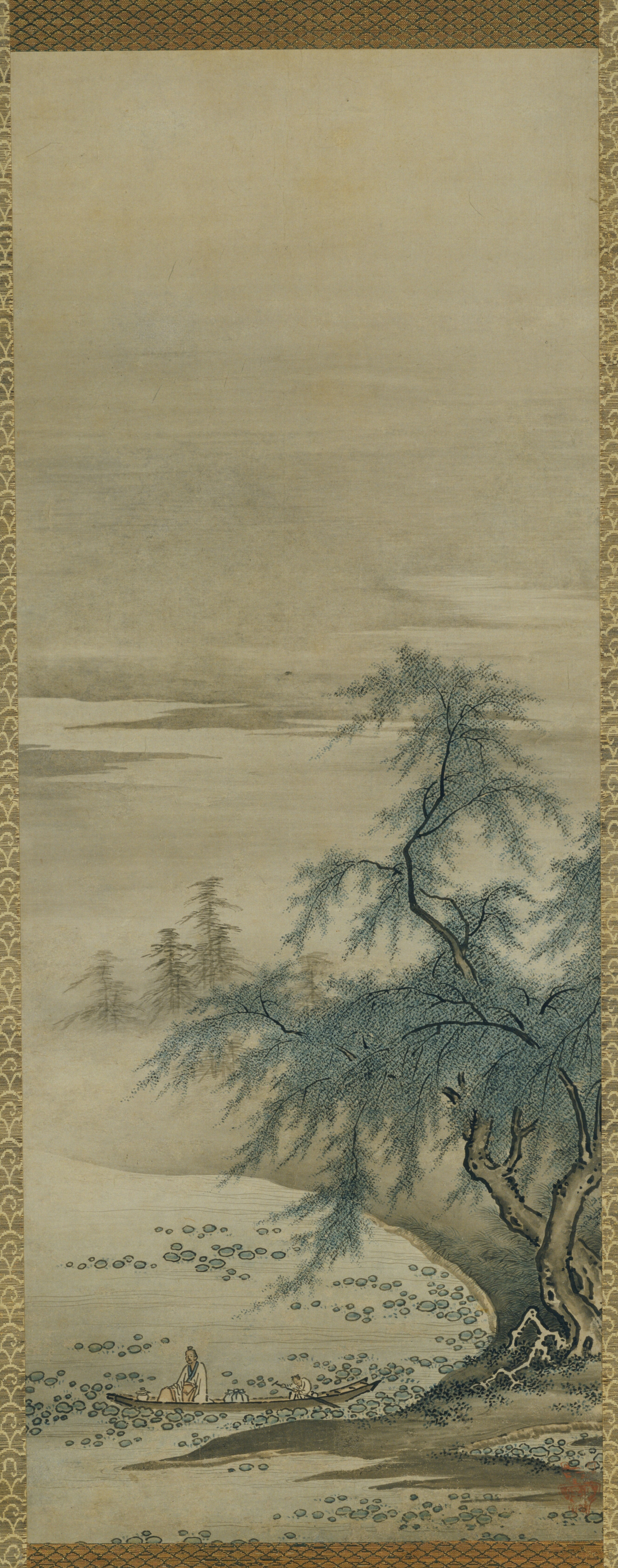
Кано Масанобу «Чжоу Дуньи, созерцающий лотосы», XV век

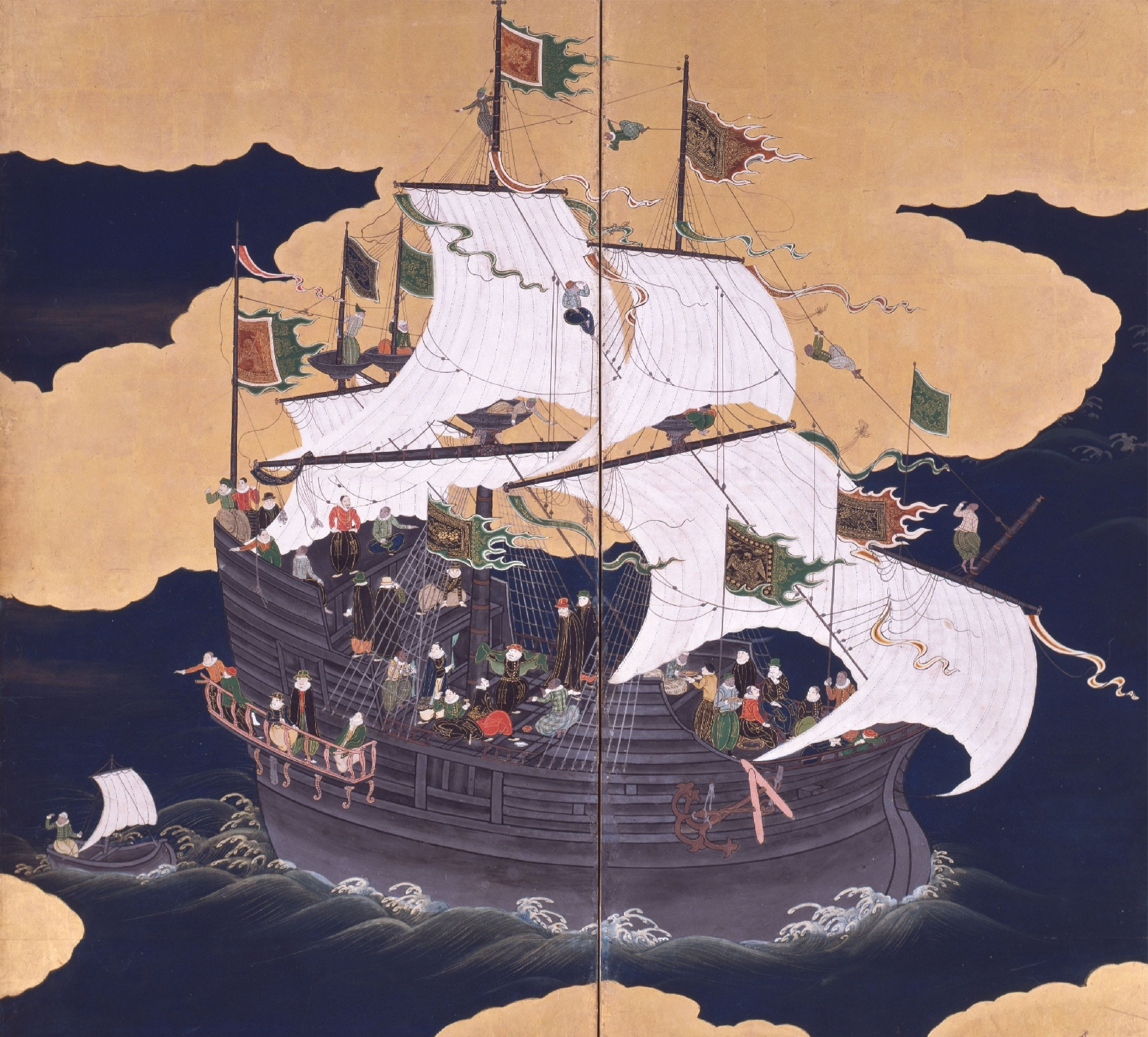
«Корабль южных варваров» (фрагмент ширмы, Кано Найдзэн)

Школа была основана художником Кано Масанобу (1434—1530), современником Сэссю и учеником мастера Сюбуна. В 1463 году, в период Муромати, он был назначен придворным художником сёгуната. Масанобу принадлежал к школе китаистов, которые воспроизводили в своих работах идеалистические мотивы китайских картин империи Сун, однако постепенно он стал совмещать китайский стиль с японской декоративной техникой ямато-э. Сын художника, Кано Мотонобу (1476—1559), развил концепцию симбиоза китайских и японских художественных приемов и изобрёл новый тип настенных картин с золотым фоном. Он также создал фундамент школы Кано и руководил несколькими десятками учеников, среди которых были его сыновья и Юсэцу и Сёэй.
Развитие стиля Мотонобу продолжил его внук, Кано Эйтоку (1543—1590). Служа придворным художником у японских правителей Оды Нобунаги и Тоётоми Хидэёси, он руководил росписью их резиденции в Адзути, Осаке, Момояме и Киото и создал новый, «момоямский», монументальный стиль настенной живописи. Стиль Эйтоку унаследовали его ученики Кано Санраку (1559—1635) и сын Кано Мицунобу (1565—1608), однако монументализм, великолепие, реализм картин предшественника лучше всего отразились в произведениях Кано Санраку. Санраку продолжал служить властям в японской столице и стал основателем «киотского» стиля школы Кано.
В противовес этому Мицунобу отошел от родительского канона в сторону гармонизации, детализации и минимализации картин. После 1600 года ему удалось сблизиться с сёгуном Токугавой Иэясу и обеспечить монополию рода Кано в мире японских художников. Поскольку сын художника, Кано Саданобу и брат, Кано Таканобу, умерли молодыми, наследниками школы и рода Кано стали сыновья последнего: Кано Танъю (1602—1674), Кано Ясунобу и Кано Наонобу. Они все были придворными художниками сёгуната. За заслуги перед правительством Танъю получил усадьбу в городе Эдо возле замка сёгуна в районе Кадзибаси и стал основателем одноимённого рода Кадзибаси (яп. 鍛冶橋家). Его брат Ясунобу был главой рода Кано и основал новый род Накахаси (яп. 中橋家), а брат Наонобу создал род Кобикитё (яп. 木挽町家), из которого впоследствии выделился род Хаматё (яп. 浜町家).
Эти 4 семьи назывались родами «сёгунских художников» (яп. 奥絵師 оку-эси). Они монопольно удерживали этот титул в течение целого периода Эдо. Только главы этих родов имели право быть придворными художниками сёгуната. Им подчинялись официальные (яп. 表絵師 омотэ-эси) и ханские художники (яп. お抱え絵師 о-какаэ-эси) Японии.
Хотя школа Кано обеспечила себе господствующее положение в японской социально-политической системе XVII—XIX веков, её творческий потенциал постепенно угас. Примером этого служат изгнание из неё таких выдающихся художников, как Кусуми Морикагэ и Ханабуса Иттё, а также уменьшение удельного веса шедевров, которые были созданы художниками этой школы. Упадок школы Кано стал стимулом для развития новых художественных течений и школ в японском искусстве нового времени.

## Избранные представители

«Кипарис» Кано Эйтоку

- Каванабэ Кёсай
- Кано Масанобу
- Кано Мотонобу
- Кано Эйтоку
- Кано Санраку
- Кано Сансэцу
- Кано Танъю
- Кано Тансин
- Кано Хогай
- Хасимото Гахо
- Киёхара Юкинобу